# ويليام شو (رياضياتي)
ويليام شو (بالإنجليزية: William Shaw) هو رياضياتي بريطاني، ولد في 14 مايو 1958.